# Orangisme (Luxemburg)

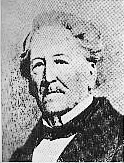
Gaspard-Théodore-Ignace de la Fontaine, leider van de orangisten

De orangisten waren in het negentiende-eeuwse Groothertogdom Luxemburg voorstanders van de personele unie van Nederland en Luxemburg onder het Huis Oranje-Nassau. 
De orangisten waren gematigd liberaal (conservatief-liberaal) en enigszins antiklerikaal. Op de eerste plaats waren zij echter voorstanders van het behoud van de autonome status van het groothertogdom. Vooral ten tijde van de Belgische Revolutie traden de orangisten naar voren en deden er alles aan om te voorkomen dat het groothertogdom aan België zou komen. Uiteindelijk werd het groothertogdom in 1839 opgedeeld: het westelijke deel kwam aan België (de huidige provincie Luxemburg terwijl het oosten onafhankelijk werd en de Oranjes groothertog van Luxemburg bleven. Tot 1890 bleven de Oranjes groothertogen van Luxemburg, maar na de dood van koning-groothertog Willem III (1890) werd diens verwant hertog Adolf van Nassau-Weilburg groothertog, daar de grondwet van Luxemburg een vrouw (Prinses Wilhelmina) op de troon niet toestond. 

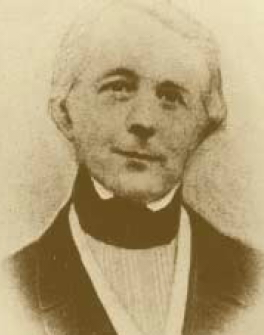
Jean-Jacques Willmar en zijn vader Jean-Georges Willmar waren orangisten

Onder de orangisten bevonden zich veel notabelen, het grootste deel van de adel en de rooms-katholieke geestelijkheid. Leider van de orangisten was Gaspard-Théodore-Ignace de la Fontaine (1787-1871). Waren ook orangist: Jean-Georges Willmar, Jean-Jacques Willmar, Auguste baron de Tornaco, Victor baron de Tornaco, Friedrich baron von Blochausen, Félix baron de Blochausen, Charles-Gérard Eyschen (vader van de latere premier Paul Eyschen), François-Xavier Wurth-Paquet, Antoine Pescatore, Jean-Pierre Pescatore, Ferdinand Pescatore, Jean Ulveling, Henri Vannerus, Collart von Fischbach, Willibrord Macher en Mathieu-Lambert Schrobilgen. Onder de rooms-katholieke geestelijken waren orangist: Jean-Pierre Maeysz, Michel-Nicolas Muller (professor aan het Atheneum van Luxemburg) en Valentin Trausch. De krant van de orangisten was: Journal de la Ville et du Pays Luxembourg.